# Dariusz Batek
Dariusz Batek (Auschwitz, 27 april 1986) is een Pools voormalig mountainbiker en wegwielrenner die onder andere reed voor Wibatech Fuji.

## Carrière
In 2007 won Batek de zilveren medaille op de wereldkampioenschappen mountainbike op het onderdeel teamrelay.
In 2016 behaalde Batek zijn eerste UCI-overwinning op de weg door de eerste etappe van de Ronde van Małopolska te winnen. De leiderstrui die hij hieraan overhield verloor hij in de laatste etappe aan Mateusz Taciak.

## Overwinningen
2016
Puntenklassement Szlakiem Grodów Piastowskich
1e etappe Ronde van Małopolska

## Ploegen
- 2010 –  CCC Polsat Polkowice
- 2011 –  CCC Polsat Polkowice
- 2012 –  CCC Polsat Polkowice
- 2013 –  Bank BGŻ
- 2015 –  Wibatech Fuji
- 2016 –  Wibatech Fuji